# 萨索-迪卡斯塔尔达
萨索-迪卡斯塔尔达（義大利語：Sasso di Castalda），是意大利波坦察省的一个市镇。总面积45.1平方公里，人口853人，人口密度18.9人/平方公里（2009年）。ISTAT代码为076082。